# Rhagio shennonganus
Rhagio shennonganus är en tvåvingeart som beskrevs av Yang 1991. Rhagio shennonganus ingår i släktet Rhagio och familjen snäppflugor. Inga underarter finns listade i Catalogue of Life.